# Vasararivier
De Vasaririvier (Zweeds: Vasarijoki) is een rivier, die stroomt in de Zweedse  gemeente Kiruna. De rivier ontstaat als afwateringsrivier van het Vasarijärvi. De rivier stroomt naar het zuidwesten, krijgt water van een aantal zijrivieren voordat zij na ongeveer 15 kilometer de Ounisrivier instroomt.